# Amphorina
Amphorina is een geslacht van weekdieren uit de klasse van de Gastropoda (slakken).

## Soorten
- Amphorina andra Korshunova, Malmberg, Prkić, Petani, Fletcher, Lundin & Martynov, 2020
- Amphorina farrani (Alder & Hancock, 1844)
- Amphorina linensis (Garcia-Gomez, Cervera & Garcia, 1990)
- Amphorina pallida (Alder & Hancock, 1842) (Bleke knuppelslak)
- Amphorina viriola Korshunova, Malmberg, Prkić, Petani, Fletcher, Lundin & Martynov, 2020

Niet geaccepteerde soorten:
- Amphorina alberti Quatrefages, 1844 → Amphorina farrani (Alder & Hancock, 1844)
- Amphorina antarctica (Eliot, 1907) → Galvinella antarctica Eliot, 1907
- Amphorina columbiana O'Donoghue, 1922 → Tenellia columbiana (O'Donoghue, 1922) → Catriona columbiana (O'Donoghue, 1922)
- Amphorina horii (Baba, 1960) → Eubranchus horii Baba, 1960
- Amphorina odhneri (Derjugin & Gurjanova, 1926) → Eubranchus odhneri (Derjugin & Gurjanova, 1926)
- Amphorina pallida Eliot, 1906 → Cuthona pallida (Eliot, 1906)